# Freeway (rappeur)
Pour les articles homonymes, voir Freeway.
Freeway, de son vrai nom Leslie Edward Pridgen (né le 8 février 1979 à Philadelphie, en Pennsylvanie), est un rappeur américain. Il est remarquable pour ses rimes inspirées par la religion. Signé sur le label de Jay-Z, Roc-A-Fella, affilié à Def Jam, il est également membre du collectif State Property, composé de Beanie Sigel, Peedi Crakk, Oschino & Sparks, et les Young Gunz (Young Chris et Neef). En 2009, Freeway est brièvement signé au label Cash Money Records.

## Biographie

### Jeunesse et débuts
Freeway naît Leslie Pridgen le 8 février 1979. Son nom s'inspire du surnom d'un des plus grands trafiquants de drogue, « Freeway » Ricky Ross, nom aussi repris par le rappeur de Miami, Rick Ross. Freeway commence sa carrière de MC dans des battles sur les tables de la cafétéria de son école avant de rencontrer Beanie Sigel, un natif de Philadelphie, qui rappait dans la boîte de nuit locale. « On n'avait jamais échangé nos numéros ou quoi, mais il m'a dit que j'étais hot et qu'il l'était aussi », dit Freeway[réf. nécessaire]. Les deux MCs font le serment d'aider l'autre si un des deux était signé sur un label. Freeway est révélé sur l'album The Dynasty: Roc La Familia (2000) de Jay-Z, sur le morceau 1-900-Hustler. Tenant sa promesse, Beanie Sigel retourne à Philadelphie chercher Freeway peu après avoir signé chez Roc-A-Fella Records. Freeway devient l'un des meilleurs rappeurs du label après avoir fait sa première apparition sur The Dynasty: Roc La Familia, et apparaît ensuite sur plusieurs projets Roc-A-Fella avant de sortir son album solo, Philadelphia Freeway. 
En 2001, il participe à un battle, organisée par Swizz Beatz, avec le rappeur Cassidy et perd par décision unanime des juges.

### Philadelphia Freeway(2003)
Le 25 février 2003, Freeway publie son premier album, Philadelphia Freeway. L'album est produit par Just Blaze, Bink, et Kanye West  et les collaborations sont elles aussi avec des rappeurs Roc-A-Fella qui, beaucoup viennent du groupe State Property, un sous-groupe de Roc-A-Fella que Freeway et Beanie Sigel ont fondé. L'album contient deux singles, de loin les plus grands succès dans la carrière de Freeway : What We Do, en featuring avec Jay-Z et Beanie Sigel, qui s'accompagne d'une vidéo dans laquelle les membres de Roc-A-Fella de l'époque participent, et Flipside, en featuring avec le membre de State Property, Peedi Crakk ; ces deux chansons sont produites par Just Blaze. L'album est également certifié disque d'or avec 500 000 exemplaires.

### State Property Problems etIce City(2004–2006)
Les relations entre Beanie Sigel et State Property se dégradent à cause de l'incarcération de Sigel, et State Property est donc dissout. Mais, Sigel et Freeway sont toujours amis, même si Beanie Sigel avait déclaré qu'il ne travaillerait plus avec State Property. Au fil des années, les membres du groupe — en particulier Freeway et Sigel — recommencent doucement à collaborer avec des artistes comme Oschino et Peedi Crakk. À cette période, Freeway abandonne presque le rap pour suivre ses convictions religieuses. Incertain de son avenir, Freeway fonde un autre crew de rappeurs de Philadelphie, Ice-City. Le groupe compte Face Money, Bars, et Hydro, avec Freeway qui joue un rôle majeur de mentor. Leur premier album Welcome to the Hood, sort sous le label Sure Shot Records et est un échec commercial. Par la suite, Hydro publie une mixtape provoquant Freeway, et marquant sa distance avec le groupe et son fondateur.

### Free At Lastet départ de Roc-A-Fella (2007–2008)

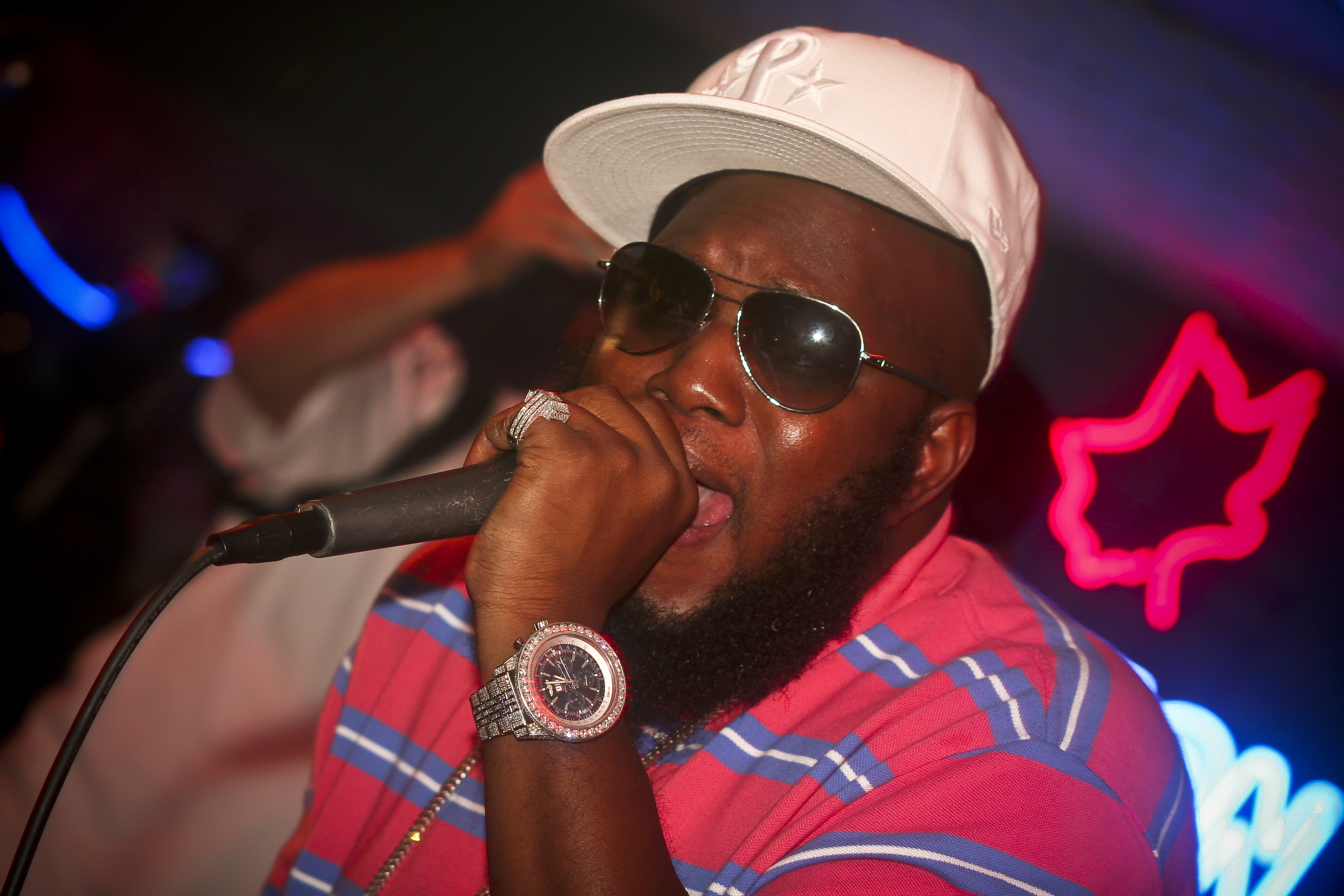
Freeway à Wilmington, Delaware, en juillet 2008.

En butte à des problèmes avec sa religion, Freeway met temporairement un terme à sa carrière musicale. À son retour, Freewayenregistre son deuxième album Free at Last, publié le 20 novembre 2007. Jay-Z et 50 Cent sont les producteurs exécutifs de l'album  ; le projet sera publié chez Roc-A-Fella. L'album compte au total 100 000 exemplaires écoulés. En 2008, Freeway organise ce qu'il appelle le Month of Madness. Les chansons, en featuring avec Phoe Notes, Erick Sermon, Don Cannon, Cardiak, Jake One, Oddisee et autres, sont publiées sous format mixtape. En 2009, il annonce un troisième album. Peu après, il annonce son titre, The Stimulus Package, et qu'il sera produit par Jake One.

### Dernières activités (depuis 2009)
Un projet appelé Philadelphia Freeway 2 est publié en 2009. Le premier single, Finally Free, est publié sur iTunes le 14 avril 2009. Philadelphia Freeway 2 est publié au label indépendant Real Talk Ent. le 19 mai 2009. 
Freeway annonce une nouvelle marque de vêtements appelée Freestyle. Hormis cette marque, Free annonce également un nouvel album intitulé Diamond In The Ruff produit par Jake One, Bink, Needlz et Just Blaze. Freeway explique qu'il sera publié après Philadelphia Freeway. Diamond In the Ruff est publié le 27 novembre 2012, et inclut des collaborations avec Rick Ross et Black Thought. Freeway enregistre un EP avec Statik Selektah terminé en 24 heures. Il s'intitule Statik-Free et est publié sur iTunes le 11 janvier 2011.

## Discographie

### Albums studio
- 2003 : Philadelphia Freeway
- 2007 : Free at Last
- 2009 : Philadelphia Freeway 2
- 2012 : Diamond in the Ruff

### Albums collaboratifs
- 2002 : State Property (avec State Property)
- 2003 : The Chain Gang Vol. 2 (avec State Property)
- 2007 : Out On Bail (mixtape) (avec State Property)